# Вискафорш
Вискафорш (на шведски: Viskafors) е град в югозападната част на Швеция, лен Вестра Йоталанд, община Бурос. Разположен е около река Вискан. Намира се на около 390 km на югозапад от столицата Стокхолм, на 65 km на югоизток от центъра на лена Гьотеборг и на 14 km на югозапад от общинския център Бурос. Има жп гара. Населението на града е 3697 жители, по приблизителна оценка от декември 2017 г.